# Василиу, Андрула
Андрула Василиу (греч. Ανδρούλλα Βασιλείου; род. 30 ноября 1943, Пафос, Кипр) — кипрская и европейская политическая деятельница, бывший европейский комиссар по здравоохранению. С февраля 2010 до 1 ноября 2014 года занимала должность европейского комиссара по вопросам образования, культуры, многоязычия и молодежи.
Василиу принимает очень активное участие в социальных и культурных областях, в частности в рамках ООН и ЕС. На Кипре она занимала много важных должностей и была членом советов многих государственных и частных компаний.

## Биография
Василиу родилась в Пафосе. С 1961 по 1964 год изучала право в Миддл Темпл (Inn of Court) в Лондоне, Великобритания, а затем с 1964 по 1966 год изучала международные отношения в Лондонском институте мировых дел (Великобритания). Затем она вернулась на Кипр в 1968 году, чтобы заниматься юридической практикой, выступая в качестве юридического консультанта Standard Chartered Bank, а затем Bank of Cyprus (также входя в совет директоров различных корпораций). В 1988 году она прекратила свою юридическую практику, когда её муж Джордж Василиустал президентом Кипра.
Василиу занимала пост первой леди Кипра с 1988 по 1993 год. Василиу была избрана в Палату представителей Кипра в 1996 году от Движения Объединённых демократов и переизбирался в 2001 году до 2006 года. В течение этого времени она работала в Комитете по европейским делам и Объединённом парламентском комитете Кипра и ЕС, а также была альтернативным представителем Кипра в Европейской конвенции, которая разработала Европейскую конституцию.
С 2001 по 2006 год была вице-президентом Европейской либерально—демократической партии и председателем Европейской либеральной женской сети.
В феврале 2008 года Василиу была назначена преемницей Маркоса Киприану на посту еврокомиссара по вопросам здравоохранения. 3 марта 2008 года она сменила его в Европейской комиссии и столкнулась с слушанием в Европейском парламенте в начале апреля 2008 года; она была одобрена 9 апреля 2008 года 446 голосами против 7 при 29 воздержавшихся. В рамках Второй комиссии Баррозу, с февраля 2010 года, она получила портфель образования, культуры, многоязычия и молодежи.